# Ашманово
Ашманово (баш. Ашман) — деревня в Илишевском районе Республики Башкортостан Российской Федерации. Входит в состав Ишкаровского сельсовета. 

## География

### Географическое положение
Расстояние до:
- районного центра (Верхнеяркеево): 12 км,
- центра сельсовета (Ишкарово): 3 км,
- ближайшей ж/д станции (Буздяк): 119 км.

## Население
| 2002 | 2009 | 2010 |
| ---- | ---- | ---- |
| 13   | ↘12  | ↗15  |

Национальный состав
Согласно переписи 2002 года, преобладающая национальность — башкиры (84 %).